# Pocofeltus
Pocofeltus (łac. Diocesis Pocofeltanus) – stolica historycznej diecezji w Cesarstwie rzymskim w prowincji Afryka Prokonsularna, sufragania metropolii Kartagina. Współcześnie w Tunezji. Obecnie katolickie biskupstwo tytularne.

## Biskupi tytularni
| Lp. | Biskup            | Funkcja                              | Od                | Do             |
| --- | ----------------- | ------------------------------------ | ----------------- | -------------- |
| 1   | Charles McDonnell | biskup pomocniczy Newark (USA)       | 15 marca 1994     | 13 lutego 2020 |
| 2   | Daniel Meagher    | biskup pomocniczy Sydney (Australia) | 18 listopada 2021 |                |